# Rubia danaensis
Rubia danaensis är en måreväxtart som beskrevs av Avinoam Danin. Rubia danaensis ingår i släktet krappar, och familjen måreväxter. Inga underarter finns listade i Catalogue of Life.